# Apaustus howarthi
Apaustus howarthi is een vlinder uit de familie van de dikkopjes (Hesperiidae). De wetenschappelijke naam van de soort is voor het eerst geldig gepubliceerd in 1973 door Wright. Deze naam wordt wel beschouwd als een synoniem van Apaustus radiatus Hayward, 1940.